# Eberhard Heinrich
Eberhard Heinrich (* 12. März 1926 in Schönau an der Katzbach, Landkreis Goldberg, Provinz Niederschlesien; † 11. Februar 2019) war ein deutscher Journalist und Politiker. Er war Mitglied der Agitationskommission beim Politbüro des ZK der SED und Vorsitzender der Journalistenverbandes der DDR.

## Leben
Heinrich besuchte die Handelsschule und absolvierte eine Ausbildung zum Industriekaufmann. 1943 war er mehrere Monate wegen „illegaler politischer Tätigkeit“ in Jugendhaft und wurde 1944 aus der HJ ausgeschlossen. Er wurde zur Wehrmacht eingezogen, desertierte 1945 und war bis 1946 in amerikanischer Kriegsgefangenschaft.
1946 übersiedelte er in die Sowjetische Besatzungszone, trat der SED bei und arbeitete als Volontär bei der Redaktion des Vorwärts. Von 1947 bis 1948 absolvierte er einen Journalistenlehrgang der Parteihochschule „Karl Marx“ und war 1950 bis 1965 Abteilungsleiter, Redaktionssekretär und zuletzt stellvertretender Chefredakteur des Neuen Deutschlands. Von 1965 bis 1980 war er hauptamtlicher Mitarbeiter der Agitationskommission beim Politbüro des ZK der SED. Von 1971 bis 1989 war Heinrich Kandidat des Zentralkomitees der SED und von 1981 bis 1990 Mitglied des Zentralvorstandes und als Nachfolger von Harri Czepuck Vorsitzender des Journalistenverbandes der DDR. 
In der Nacht des Mauerfalls am 9. November 1989 befand sich Eberhard Heinrich gegen 22.30 Uhr noch im ZK-Gebäude der SED, als dort zahlreiche Telefonanrufe von Dienststellen der Grenztruppen einzugehen begannen. Heinrich und Helmut Koziolek hatten auf der Politbüro-Etage des ZK-Gebäudes noch an den letzten Formulierungen des SED-Aktionsprogramms gefeilt. Die Grenzsoldaten berichteten von dichten Menschenmassen, welche die Grenze nach West-Berlin passieren wollten, und verlangten von der politischen Führung eine klare Vorgabe, wie sie sich verhalten sollten. Koziolek und Heinrich suchten in dieser Situation nach Egon Krenz, den sie schließlich im Flur antrafen. Der verwirrt wirkende Parteichef habe gesagt: "Was soll ich denn nur machen? (...) Es kann doch nicht um eine Grenzschließung gehen! Wir müssen das unter Kontrolle bekommen".
Eberhard Heinrich war verheiratet mit der Journalistin und Volkskammerabgeordneten Lieselotte Thoms-Heinrich (1920–1992). Er starb im Alter von 92 Jahren.

## Ehrungen
Heinrich erhielt 1959 die Verdienstmedaille der DDR, 1961, 1965 und 1974 den Vaterländischen Verdienstorden, 1970 die Lenin-Jubiläumsmedaille und die Verdienstmedaille der Nationalen Volksarmee, 1976 den Orden Banner der Arbeit, 1983 den Theodor-Körner-Preis und 1986 den Orden Stern der Völkerfreundschaft in Gold.

## Schriften
- (unter dem Pseudonym Hans Adler) Bonn – Stadt und Staat im Sumpf. Kongress-Verlag, Berlin 1958.
- (unter dem Pseudonym Hans Adler) Berlin in jenen Tagen. Berichte aus der Zeit von 1945–1948. Kongress-Verlag, Berlin 1959.
- (gemeinsam mit Klaus Ullrich) Befehdet seit dem ersten Tag. Über drei Jahrzehnte Attentate gegen die DDR. Dietz-Verlag, Berlin 1981. (4. Auflage 1986)
- (gemeinsam mit Klaus Ullrich) Nacht über Grenada. Die Geschichte einer USA-Aggression. Dietz-Verlag, Berlin 1983.
- (gemeinsam mit Klaus Ullrich) Der Krieg einer unsichtbaren Armee. Porträt der CIA. Militärverlag der DDR, Berlin 1983. (2. erweiterte Auflage 1985)